# Nagercoil
Nagercoil (tamoul : நாகர்கோவில், malayalam : നാഗർകോവിൽ ; ce qui signifie « Temple des Nagas » dans les deux langues) est une ville de l'État du Tamil Nadu, district de Kanniyakumari, en Inde. La municipalité est la plus importante de tout le district, et en est son chef-lieu.

## Géographie
Situé non loin de la frontière avec le Kerala, Nagercoil est la capitale traditionnelle du Nanjilnad ou Nanjilnadu,, une région historique du royaume de Travancore. La ville et sa région forment la seule zone du Tamil Nadu se trouvant sur le versant occidental des Ghâts occidentaux et sur la Côte Ouest de l'Inde, ou Côte de Malabar. Sa géographie et son climat sont similaires à ceux rencontrés dans l'État voisin.
La ville est placée non loin des rives du Pazhayar, au pied du massif de Velimalai.

## Histoire et culture
La ville et sa région sont historiquement et culturellement très liés au Kerala, comme en témoigne la communauté considérable de malayalamophone, l'architecture de l'attraction principale de la cité, le Temple Nagaraja (en), ainsi que sa cuisine locale assez distincte de celle des autres régions du Tamil Nadu.
Nagercoil et Vadasery (ou Vadasherri), une localité située à son nord-ouest, aujourd'hui faubourg de la ville, sont remarquées entre les XVIIIe et XXe siècles pour être les villes ancestrales respectives de deux lignées d'Ammachi Panapillai Amma (en), les épouses des Maharajahs de Travancore,. En effet, les rois de Travancore ont adopté la coutume de conclure des unions conjugales (dit Sambandham) avec uniquement certaines familles du Travancore méridional, appelées les Ammaveedu (en), du nom des palais qu'elles se virent remettre dans la capitale Trivandrum. Parmi ces familles influentes étroitement associées à la royauté travancoréenne, deux originaires de Nagercoil ou de Vadasery, sont ainsi connues sous les noms de Nagercoil Ammaveedu et de Vadasherri Ammaveedu,.
À Kottar, faubourg situé au sud de Nagercoil, la cathédrale Saint-François-Xavier (siège du diocèse de Kottar) peut être remarquée pour abriter la sépulture du saint catholique Devasahayam Pillai, natif de la région.
C'est à la suite du States Reorganisation Act de 1956, que la ville de Nagercoil et sa région (taluks de Kalkulam, Agasteeswaram, Thovalai et Vilavancode) sont détachés de l'État de Travancore-Cochin, pour former le nouveau district de Kanyakumari et passer sous l'autorité de l'État de Madras (le Tamil Nadu actuel),.

## Personnalités
- Nambi Narayanan (1941-), ingénieur spécialisé dans l'aérospatiale, est né à Nagercoil.